# Xenosoma progonum
Xenosoma progonum là một loài bướm đêm thuộc phân họ Arctiinae, họ Erebidae.